# Iúçufe ibne Abuçaíde Almarvazi
Iúçufe ibne Abuçaíde Maomé ibne Iúçufe Almarvazi (em árabe: يوسف بن محمد بن يوسف المروزي; romaniz.: Yusuf ibn Muhammad ibn Yusuf al-Marwazi; lit. "Iúçufe, filho de Maomé, filho de Iúçufe Almarvazi") foi um governador do século IX do Azerbaijão e Armênia para o Califado Abássida, servindo lá de 851 até o começo de 852, quando foi morto durante uma revolta armênia.

## Vida

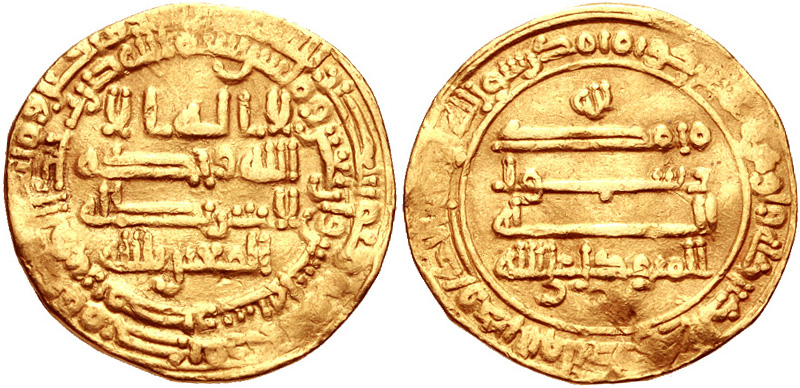
Dinar de ouro de Mutavaquil r.

Iúçufe foi o filho de Abuçaíde Maomé ibne Iúçufe Almarvazi, um comandante militar do Coração. Após a morte de Maomé em junho de 851, o califa Mutavaquil (r. 847–861) concedeu a Iúçufe os ofícios de seu pai como chefe da segurança (saíbe da xurta) e governador do Azerbaijão e Armênia. Iúçufe adequadamente partiu para a Armênia e enviou seus oficiais administrativos por toda a província.
Após sua chegada na Armênia, Iúçufe foi forçado a lidar com a rebelião do príncipe armênio Pancrácio II Bagratúnio, que procurou adquirir controle do país. Ele foi capaz de neutralizar Pancrácio ao capturá-lo e enviá-lo para o califa em Samarra, mas esse ato enfureceu consideravelmente os patrícios armênios, que procuraram matá-lo em retaliação. Os patrícios conseguiram destruir as guarnições que Iúçufe havia estacionado nos distritos rurais da província e enviaram encorajamento e ajuda para os montanheses de Sassúnia para atacar o governador.
No final de fevereiro ou março de 852, os armênios atacaram rapidamente Iúçufe em Muxe em Taraunitis após uma forte nevasca e renderam a cidade. Após um cerco de vários dias, Iúçufe dirigiu-se para o portão da cidade e lutou contra os rebeldes, mas foi morto junto com todos aqueles que estavam a seu lado. Os armênios então saquearam seu acampamento, enquanto os não-combatentes foram ordenados despir-se na neve; muitos deles logo morreram devido ao frio ou perderam seus dedos por congelamento. Em resposta a morte de Iúçufe, Mutavaquil enviou Buga Alquibir para a Armênia, que derrotou os rebeldes e restabeleceu o controle califal sobre a província.